# Claude Lapointe
Pour les articles homonymes, voir Lapointe.
Claude Lapointe, né le 3 décembre 1938 à Rémilly (Moselle) et mort le 7 octobre 2024 à Valréas, est un illustrateur et un enseignant français, fondateur de l'atelier d'illustration à l'École supérieure des arts décoratifs de Strasbourg.

## Biographie
Claude Lapointe fait ses études au lycée de Metz puis à l'école des Beaux-Arts de Nancy en 1962-1963 avant d'intégrer l'École supérieure des arts décoratifs de Strasbourg, où il reste de 1963 à 1965.
Il devient en 1967 enseignant à l'école des arts décoratifs de Strasbourg. En 1972, 1973 ou 1974, il est le fondateur de l'atelier d'illustration de cette école et le formateur de toute une génération d'illustrateurs français, comme Béhé, Laurent Hirn, Jean-François Kieffer, Nadine Brass, Étienne Jung, Jérôme Jouvray, Blutch, Philippe Lamiral Poirier, etc. L'atelier contribue à la réputation des arts déco de Strasbourg : « relancé en 1972 par Claude Lapointe, l'endroit s'est forgé une réputation d'excellence qui attire des étudiants de toute la France ».
En 1971 paraît le premier livre illustré de Claude Lapointe : Pierre l'ébouriffé. Il collabore avec Bayard presse dans les revues Okapi dans les années 1970-1980 ainsi que Phosphore, J'aime lire, etc. On lui doit aussi l'illustration des tout premiers romans publiés par Gallimard en poche pour la jeunesse dans la collection « Folio junior », notamment Grabuge et l'indomptable Amélie et La Guerre des boutons. Il a également donné une figure de gamin gouailleur au célèbre Tom Sawyer et à son acolyte Huckleberry Finn.
Il crée une collection autour de l'illustration, chez Gallimard : « Les secrets de l'image ».
Au cours de sa carrière, il a signé les illustrations dans plus d'une centaine d'ouvrages jeunesse.
En 1982, il est lauréat du Premio Grafico Fiera di Bologna per l'Infanzia de la Foire du livre de jeunesse de Bologne (Italie) pour sa série d'ouvrages de la collection « Les secrets de l'image », éditée par Gallimard. En 1996, le salon du livre de Bordeaux organise l'exposition Mettre en scène une feuille blanche « consacrée au travail de Claude Lapointe, l'un des principaux acteurs du renouveau de l'illustration française dans les années 70 ».
En 2016, l'association des artistes indépendants d'Alsace (AIDA) organise une exposition présentant les travaux de Lapointe à la Maison des arts de Strasbourg : Personnages en quête d'histoire.

## Quelques ouvrages illustrés
- Le plus beau chien du monde, texte de Jo Hoestlandt, ill. de Claude Lapointe, Pocket jeunesse, 2001

Grasset Jeunesse
- Contes de la rue Broca, de Pierre Gripari ; intégrale en 2012 chez Grasset[20].
- Contes de la Folie Méricourt de Pierre Gripari
- Les Contes d'ailleurs et de nulle part, de Pierre Gripari
- Les Contes d'ailleurs et d'autre part[21], de Pierre Gripari
- Et la belette joue de la trompette de Jean-Claude Darnal (1975)
- Histoire du prince Pipo de Pierre Gripari, mise en pages de Claude Lapointe, illustrations de Claude Lapointe, Gérard Brun, Robert Constantin, Alain Gauthier, Bernard Girodroux, Gérard Hauducœur, René Hausman, Alain Letort, Jean-Claude Marol, Tito Topin, Michel Trichet, Dominique Boberlé, Philippe Delangle, Philippe Poirier (1976)

Gallimard Jeunesse
- Du commerce de la souris d’Alain Serres
- La Couleuvrine de Michel Tournier
- L'Appel de la forêt de Jack London
- Les Aventures de Tom Sawyer de Mark Twain
- Sa Majesté des mouches de William Golding
- Grabuge et l'indomptable Amélie d' Elvire de Brissac
- La Fameuse Invasion de la Sicile par les ours de Dino Buzzati
- La Guerre des boutons de Louis Pergaud
- avec Katy Couprie et Pascal Dolémieux, Nic, nac, noc, coll. Le Sourire qui mord, 1995

Actes Sud Junior
- La Gavotte du mille-pattes de Françoise Morvan
- Comptines pour jouer à avoir peur de Corinne Albaut
- Qui va aider Petit Pigeon ? de Diane Barbara
- Comptines pour la rentrée des classes de Corinne Albaut
- Tatie la vie de Geneviève Laurencin
- Le Boa cantor d'Hubert Nyssen
- Le Civisme à petits pas de Sylvie Girardet
- Un point c'est tout d'Hubert Nyssen
- Le Petit Mari de Jo Hoestlandt, Actes Sud junior, 1998

Bayard
- Les Deux Fils du roi des vents de Jacqueline de Roux
- L'École des géants de Marie-Hélène Delval
- Moumouna de Jean Debruynne
- Parfaite la princesse ? de Fanny Joly
- La Princesse parfaite de Fanny Joly
- Rob Rocky : l'homme des Rocheuses de Chantal de Marolles
- Le Talisman de Vannina de Bertrand Solet
- Attention, voilà Simon ! d’Arnaud Alméras
- Une journée avec Louis XIV de Paule du Bouchet

La Martinière jeunesse
- Treize contes sauvages pour Monsieur Crusoé, texte de Henriette Bichonnier, La Martinière jeunesse, 2000

Calligrames
- La série Oscar de Catherine de Lasa[22],[23]

Circonflexe
- Le monde des maisons, de Denys Prache, Éditions Circonflexe, 2007

Verger éditeur
- Grand-Papy malgré lui, texte de Stéphane Dangel
- Les états d'âme de Chipie, chienne de compagnie

Le Rocher (collection Lo pais d'enfance)
- Le Chat qui voulait vider la rivière, texte de Marie-Christine Combes-Blanc

### Essai
- Denise Dupont-Escarpit et Claude Lapointe, Guide des illustrateurs du livre de jeunesse français, éditions du Cercle de la librairie, 1988

## Filmographie
En 2006, il participe par ses illustrations au film d'animation d'Alain Jaspard Le Proverbe.

## Prix et distinctions
- 1982 : Grand prix graphique, Foire du livre de jeunesse de Bologne[4], pour sa série d'ouvrages de la collection « Les secrets de l'image », éditée par Gallimard.
- 1982 : « Honour List »[25] de l'IBBY, catégorie Illustration, pour Les Aventures de Tom Sawyer de Mark Twain
- 1983 : Prix de la Fondation de France[4].